# Димитър Димитров (инженер)
Вижте пояснителната страница за други личности с името Димитър Димитров.

## Биография
Роден в Ловеч през 1923 г. Постъпва в Висшето техническо училище (1945), което завършва през 1950 г.
След дипломирането си започва работа в „Транспроект“, където проектира мостове и други строителни обекти. През 1956 г. защитава дисертация, след което започва работа в Института за типово проектиране. През 1959 г. постъпва като асистент в ИСИ (днес УАСГ).
От 1965 до 1968 г. работи в „Техноекспортстрой“ като главен инженер на строежа на новото международно летище в Багдад, след което се завръща към преподавателската си дейност във ВИАС (днес УАСГ). През 1970 г. се хабилитира като доцент, а през 1976 г. като професор. До пенсионирането си е преподавател в Катедра „Метални, дървени и пластмасови конструкции“ към Строителния факултет на УАСГ. Работи и като гост професор в Университета в гр. Енугу, Нигерия.

## Проекти
Професионалната дейност на проф. Димитров е свръзана с мостовото строителство и стоманените конструкции. Като проектант на пътни и жп стоманени мостове за първи път в България внедрява редица модерни технологии като ортотропна плоча, цялостно заводско заваряване и високоякостни болтове за монтажни съединения.
Автор е на проекти за следните големи стоманени мостове:
- Аспаруховия мост във Варна - стоманена конструкция с отвори 80 + 160 + 80 м. (награден с орден „Георги Димитров" – златен);
- Мост над р. Искър на жп линията „Курило – Световрачене” с отвори 42 + 56 + 42 м. Този мост е с най-големия гредов ЖП отвор в България;
- голям стоманен мост на 28-и километър от Автомагистрала „Хемус“ с отвори 64 + 4x72 + 64 м;
- голям стоманен мост на 29-и километър от Автомагистрала „Хемус“ с отвори 100 + 162 + 100 м.

Автор е и на други проекти:
- Покривна конструкция над зала за конференции в хотел Витоша – София;
- Телевизионна кула – Свиленград с височина 100 м и др.

Проф. Димитров е автор на над 30 публикации в наши и чужди списания.

## Педагогическа дейност
Педагогическата му дейност включва лекции по дисциплината "Стоманени мостове” за специалностите Пътно и Железопътно строителство от 1969 г., ръководство на дипломни работи и създаване на учебници и учебни помагала – „Ръководство за проектиране на стоманени мостове“, „Стоманени мостове. Материали. Съединения. Технологични елементи.“